# Saigon (řeka)
Řeka Saigon (vietnamsky Sông Sài Gòn) je řekou v jižním Vietnamu. Je dlouhá 251 km, pramení v provincii Bình Phước, protéká provinciemi Tây Ninh, Bình Dương a Ho Či Minovým Městem a poté se vlévá do řeky Đồng Nai.

## Průběh toku
Řeka Saigon pramení v okrese Lộc Ninh na severu provincie Bình Phước. Má dva hlavní přítoky: Rạch Chàm a Rạch Trou. Rạch Chàm pramení v kopcovité oblasti dvou obcí Lộc Thạnh a Lộc Tấn a proudí směrem na západ. Poté se tok změní na severojižní, čímž vytváří část hranice mezi Vietnamem a Kambodžou (kambodžsky ទន្លេចាម). Rạch Trou pramení v oblasti jezera Rừng Cấm na severu města Lộc Ninh, teče severojižně k jihu okresu Lộc Ninh. Poté se tok změní na východozápadní, čímž vytváří hranici mezi okresem Lộc Ninh a městy Bình Long a Hớn Quản. Tento potok je také známý jako potok Cần Lê (pojmenovaný podle jedné osady v obci Thanh Lương, město Bình Long). Rạch Chàm a Rạch Trou vytvoří řeku Saigon na místě, kde se střetávají tři obce: Tân Hòa (Tân Châu, Tây Ninh), Lộc Thịnh (Lộc Ninh) a Minh Tâm (Hớn Quản). Odtud řeka Saigon vtéká do jezera Dầu Tiếng. Z jezera Dầu Tiếng řeka pokračuje směrem na jihovýchod a tvoří hranici mezi provinciemi Tây Ninh – Bình Dương a poté Bình Dương – Ho Či Minovým Městem. Na břehu řeky leží město Thủ Dầu Một, hlavní město provincie Bình Dương. Poté, co řeka proteče územím Rạch Vĩnh Bình pokračuje svoji cestu přímo do Ho Či Minova Města,  kde prochází centrem a poté se spojí s řekou Dong Nai stává se řekou Nhà Bè.

## Přítoky
Na horním toku v provincii Tây Ninh má řeka Saigon významný přítok, kterým je řeka Tha La (pramenící v oblasti severní hranice okresu Tân Châu). Místo, kde se řeka Tha La spojuje s řekou Saigon, je v oblasti jezera Dầu Tiếng.
V provincii Bình Dương má řeka další významný přítok, řeku Thị Tính. Tato řeka pramení na kopci Căm Xe a teče severojižně skrz město Bến Cát, kde se spojuje s řekou Saigon.
Kromě toho má řeka Saigon několik dalších přítoků na území Ho Či Minova Města. Těmito přítoky jsou Rạch Tra (Củ Chi - Hóc Môn), řeka Vàm Thuật a centrální oblasti kanálů, jako jsou kanál Thị Nghè, kanál Bến Nghé a kanál Kênh Tẻ.

## Jméno
Řeka Saigon protéká mnoha regiony a z toho důvodu nese několik různých jmen:
- Řeka Nga Cai: od pramenu v okrese Loc Ninh, provincie Binh Phuoc, okres Duong Minh Chau, provincie Tay Ninh až po blízký trh Thu Dau Mot.
- Řeka Thu Khuc: úsek od trhu Thu Dau Mot k rezidenci Thanh Da (Binh Thanh, Ho Či Minovo Město).
- Řeka Saigon/řeka Ben Nghe: úsek od rezidence Thanh Da k místu, kde se vlévá do řeky Dong Nai (Thanh My Loi, Thu Duc).

## Doprava
Z přístaviště Bach Dang odjíždí říční autobusová linka podél řeky Saigon, překračuje kanál Thanh Da a vychází k řece Saigon do oblasti čtvrti Linh Dong (město Thu Duc). Kromě toho se v Ho Či Minově Městě nachází také systém propletených kanálů: Tay Cai, Lang The, Bau Nong, Rach Tra, Ben Cat, An Ha, Tham Luong, Cau Bong, Nhieu Loc-Thi Nghe, Ben Nghe, Lo Gom, Canal Te, Tau Hu, Canal Doi...

## Životní prostředí
Dne 14. srpna 2015 vyšetřovací agentura provinční policie Binh Phuoc požádala provinční lidový výbor, aby vydal rozhodnutí o sankci pro společnost Viet Phuoc Agricultural Products Co., Ltd. se sídlem v obci Minh Tam, Hon Quan, Binh Phuoc, ve výši téměř 300 milionů VND kvůli porušení pravidel společnosti spočívající ve vypouštění nečištěných špinavých odpadních vod přímo do řeky Saigon. Současně byly úřady pozastavily aktivity této společnosti v oblasti znečišťování životního prostředí v chovném zařízení prasat na dobu 4,5 měsíce.
V červnu 2015, byla společnost Viet Phuoc Agricultural Products Co., Ltd. také pokutována více než 300 miliony VND Lidovým výborem provincie Binh Phuoc za vypouštění odpadu přímo do řeky Saigon.
Dne 6. července obyvatelé objevili velké množství uhynulých ryb a stovky hnijících prasečích mrtvol pohozených na horním toku řeky Saigon. Množství rybích mrtvol se odhaduje na 2 tuny.
Dne 13. července 2015 provedla policejní divize prevence kriminality v oblasti životního prostředí (PC49) průzkum zdroje vypouštění odpadu v okolí úseku řeky, kde se vyskytly mrtvé ryby, a zjistila, že společnost Viet Phuoc Agricultural Products Co., Ltd. je zodpovědná za výskyt prasečích mrtvol, které se na místě týden před tím našly.

## Galerie

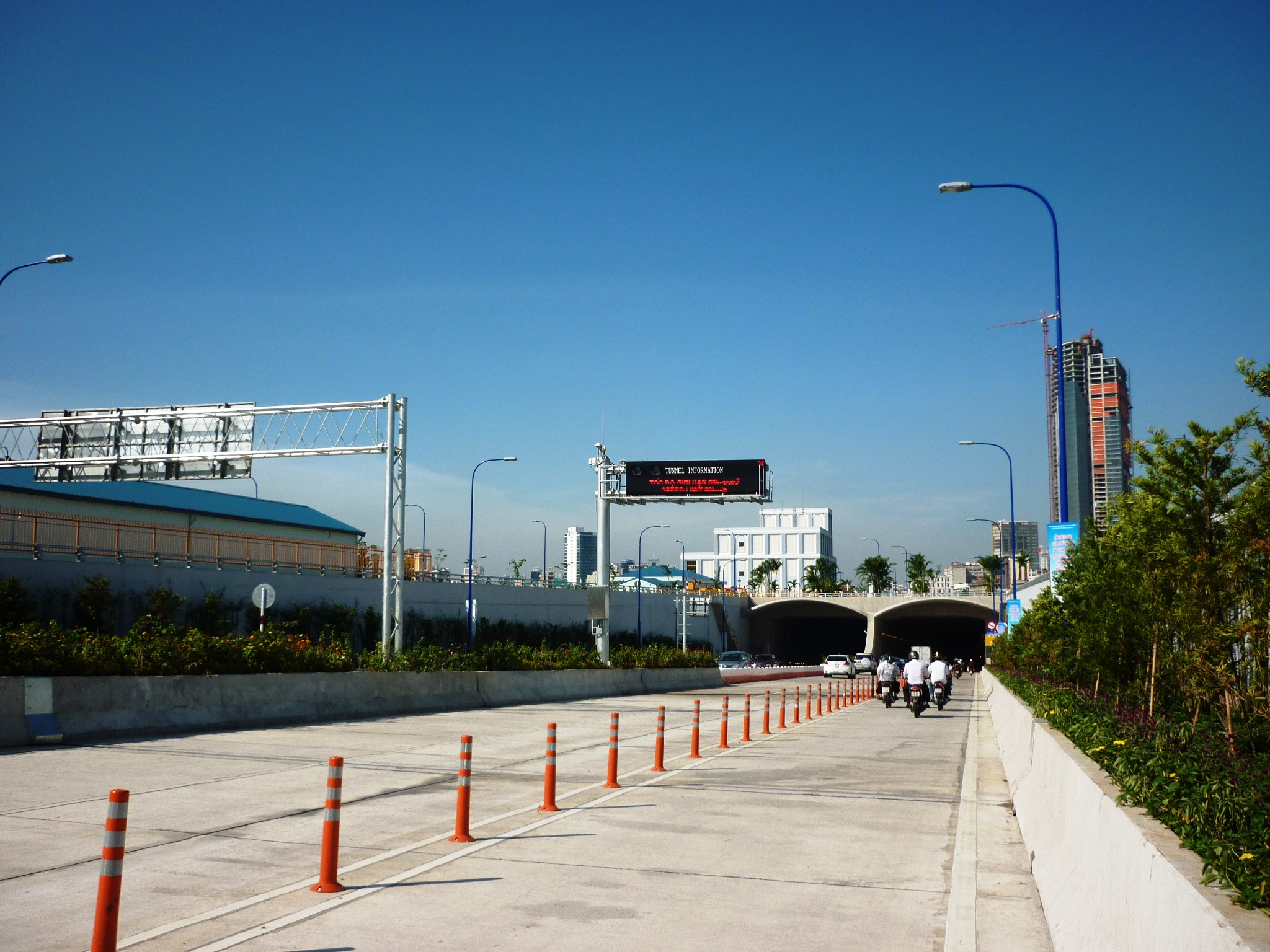
tunel Thu Thiem
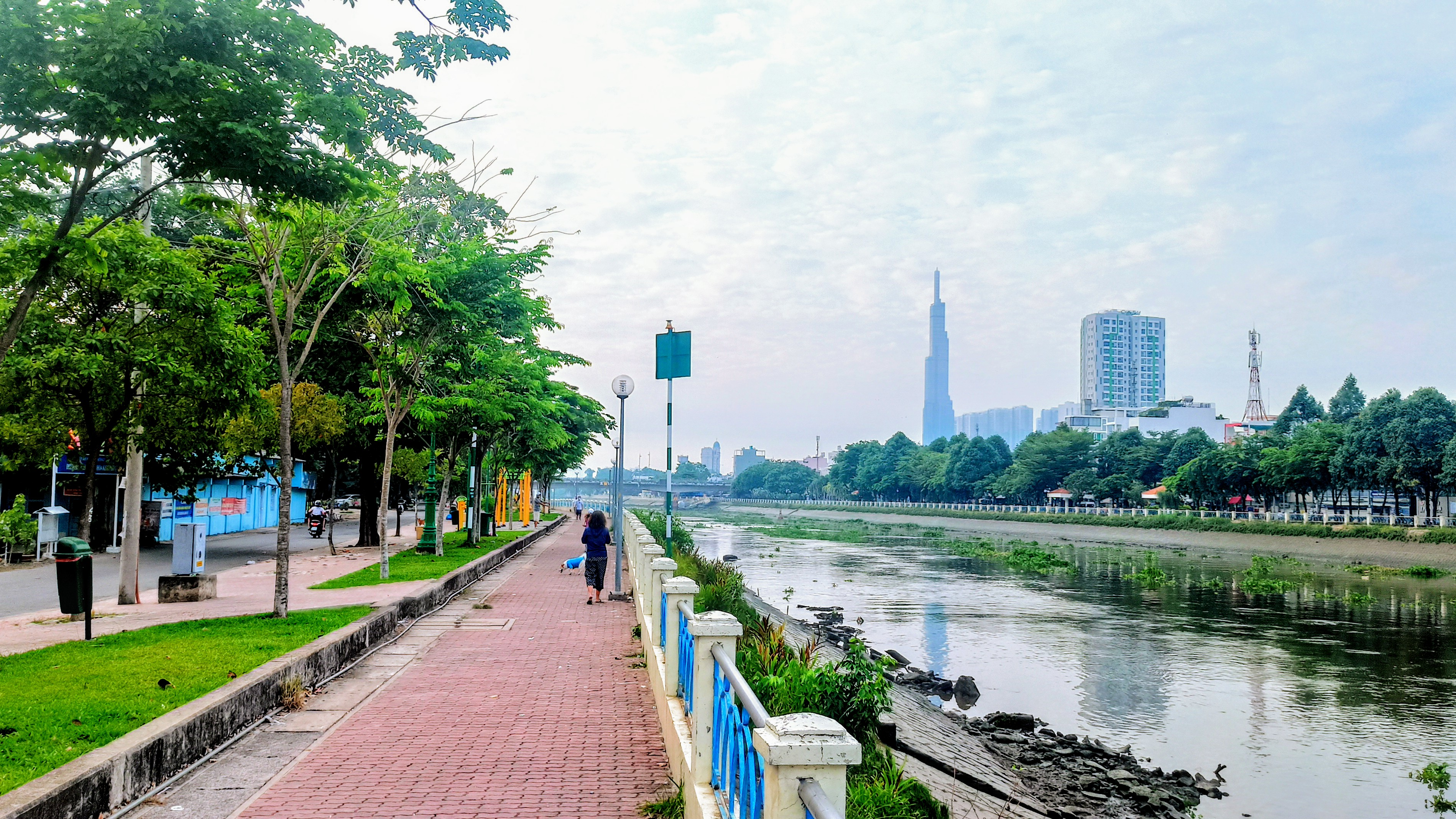
kanál Thanh Da
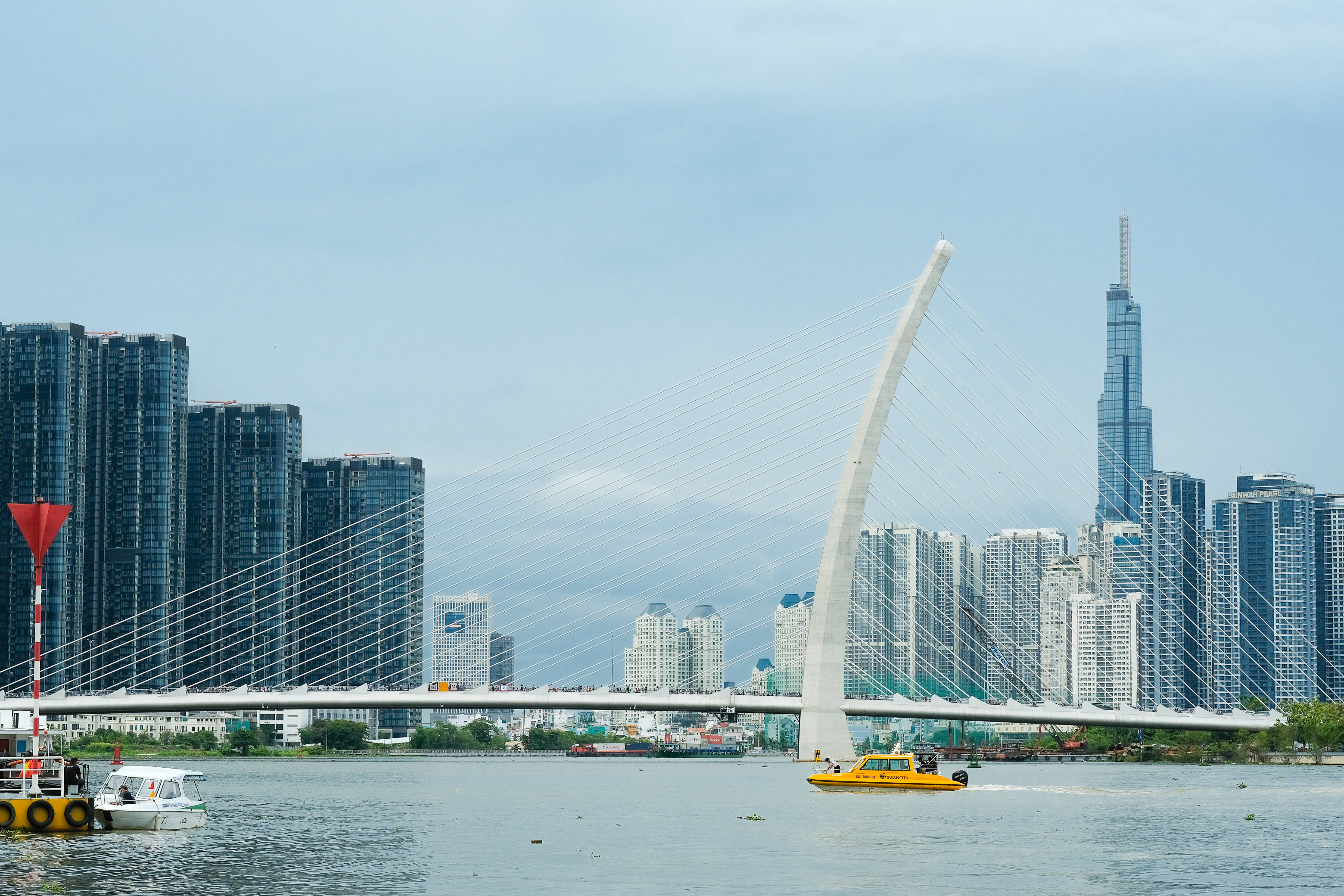
Most Ba Son při pohledu z parku Ben Bach Dang